# Некрасово (Галичский район)
Некра́сово — деревня в Ореховском сельском поселении Галичского района Костромской области России.

## История
Согласно Спискам населенных мест Российской империи в 1872 году деревня относилась к 1 стану Галичского уезда Костромской губернии. В ней числилось 14 дворов, проживало 56 мужчин и 65 женщин.
Согласно переписи населения 1897 года в деревне проживало 168 человек (67 мужчин и 101 женщина).
Согласно Списку населенных мест Костромской губернии в 1907 году деревня относилась к Котельской волости Галичского уезда Костромской губернии. По сведениям волостного правления за 1907 год в ней числилось 36 крестьянских дворов и 205 жителей. Основными занятиями жителей деревни, помимо земледелия, были плотницкий промысел, извоз и сельскохозяйственные работы.
До муниципальной реформы 2010 года деревня также входила в состав Ореховского сельского поселения.

## Население
| 2008 | 2010 | 2012 | 2014 |
| ---- | ---- | ---- | ---- |
| 1    | ↘0   | →0   | →0   |